# 11 Korpus Piechoty

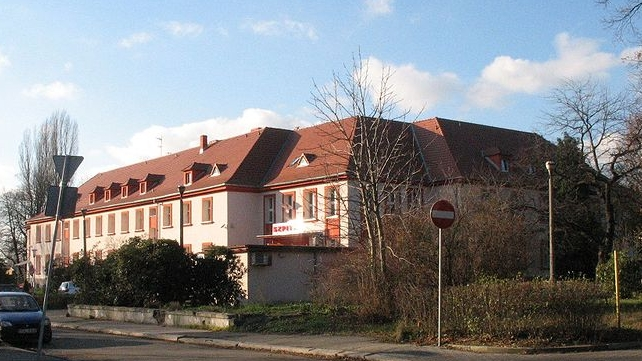
Budynek w którym mieścił się sztab 11 KP

11 Korpus Piechoty (11 KP) – związek operacyjno-taktyczny Wojska Polskiego.

## Formowanie
Korpus sformowano wiosną w 1951 w ramach realizacji Planu rozbudowy WP w latach 1951-1952. Był to korpus typu B zaliczany do jednostek II rzutu operacyjnego. W jego składzie znajdowały się trzy dywizje piechoty typu B „konna mała” posiadające po 3,5 tys. żołnierzy każda. Korpus wchodził w skład Krakowskiego Okręgu Wojskowego. W 1952 r. korpus przemianowano na 11 Korpus Armijny (typu B).

## Skład bojowy
- Dowództwo i sztab (Gliwice)
- 2 Dywizja Piechoty (Częstochowa)
- 7 Dywizja Piechoty (Gliwice)
- 29 Dywizja Piechoty (Bielsko) (rozformowana we wrześniu 1955)
- 120 pułk artylerii ciężkiej (Tarnowskie Góry)
- 24 batalion łączności (Gliwice)
- 64 batalion saperów (Pińczów)

Korpus liczył 11493 żołnierzy. Uzbrojenie stanowiło: 36 dział samobieżnych, 60 armat przeciwpancernych, 182 działa polowe, 165 moździerzy i 36 armat przeciwlotniczych.